# 江田島町鷲部
江田島町鷲部（えたじまちょうわしべ）は、広島県江田島市の地名。
湾岸に図書館や消防署がある。

## 地理
江田島湾に面する。湾岸沿いに北へ行くと江田島町中央が、南へ行くと江田島町江南がある。また、仏ノ塔などの山を隔てて東に江田島町秋月がある。

## 歴史
1889年4月に町村制が実施されて江田島村が成立し、鷲部もこれに属した。村内は鷲部を含む12区に分かたれ、各区に区長と区長代理が置かれた。
1946年9月の町村制の改正で村の下に置かれた区は廃されたが、区名は残った。1947年8月に役場の出張所が設けられた。1951年10月1日から江田島村は江田島町となった。
1996年2月19日に住居表示が実施され、鷲部1–4丁目が成立した。
2004年11月1日、江田島町外3町が合併して江田島市が誕生した。江田島町「鷲部」は江田島市「江田島町鷲部」に引き継がれた。

### 人口
| 年                | 世帯数  | 人口    |
| ----------------- | ------- | ------- |
| 宝永7年（1710年） | 78戸    | 185人   |
| 1930年            | 209戸   | 931人   |
| 1946年            | 289世帯 | 1,338人 |
| 1985年            | 671世帯 | 2,044人 |
| 1995年            | 664世帯 | 1,752人 |
| 2000年            | 622世帯 | 1,422人 |
| 2005年            | 602世帯 | 1,305人 |
| 2010年            | 540世帯 | 1,072人 |
| 2015年            | 442世帯 | 806人   |
| 2020年            | 465世帯 | 809人   |

## 教育
江田島市立江田島小学校（中央）および江田島市立江田島中学校（小用）の校区内である。
かつて鷲部小学校が存在したが、1968年に江田島小学校、江南小学校と統合されて新たに江田島小学校となった。

## 社会福祉
集会所として鷲部交流プラザがある。鷲部小学校の建物を転用して1969年12月に鷲部公民館として設置された。また、旧校庭は鷲部公園として開放された。1980年に埋め立てなどで鷲部公園を拡張、1986年に鷲部公民館を新築した。1991年には江田島町立図書館が鷲部公民館の隣接地に移転した。

## 交通

### 道路
中央から江南に向けて湾岸を広島県道44号江田島大柿線が通る。
秋月との間に広島県道298号鷲部小用線の秋月トンネルが貫通している。

## 公共施設
- 江田島市立江田島図書館（2丁目）
- 江田島市消防本部（2丁目）
- 江田島市リレーセンター（4丁目）